# Vodní nádrž Skalka
Vodní nádrž Skalka či Vodní dílo Skalka je přehradní nádrž na řece Ohři, která leží západně od Chebu na území Karlovarského kraje v České republice. Má rozlohu 338,5 ha. Maximální hloubka je dvanáct metrů a objem 19,555 milionů metrů krychlových.

## Hráz
Přehradní hráz je vybudována jako přímá, sypaná, kamenitá s návodním betonovým těsnicím pláštěm.

## Hydrologické údaje
Vodní nádrž shromažďuje vodu z povodí o rozloze 671,7 km², ve kterém je dlouhodobý roční průměr srážek 760 milimetrů. Průměrný roční průtok Ohře je 6,21 m³/s.
| N             | 1  | 5   | 10  | 50  | 100 |
| ------------- | -- | --- | --- | --- | --- |
| Průtok (m³/s) | 70 | 133 | 163 | 241 | 277 |

## Využití
Nádrž byla vybudována v letech 1962–1964 za účelem zásobování vodou průmyslových podniků a elektráren níže po proudu a jako ochrana proti povodním. Vedlejšími účely jsou výroba elektrické energie v MVE Skalka a v MVE Skalka – mikrozdroj. Na březích nádrže leží Skalka, Podhoří, Cetnov, Bříza a Pomezí nad Ohří.
Přes nádrž u hranic vede most silnice I/6. Nádrž rovněž plní funkci protipovodňové ochrany města Cheb. Nádrž slouží i k rekreaci (koupání, sportovní rybaření). Pro vyšší obsah rtuti je zakázána konzumace ryb.

### Sinice
Velkým problémem je prakticky každoroční přemnožení sinic, které po většinu letní sezony znemožňuje koupání. Výskyt sinic od roku 2012 omezí výstavba nové kanalizace v Pomezí nad Ohří. Velké množství fosforečnanů, které rozmnožování jednobuněčných řas podporují, obsahují usazeniny na dně nádrže, při zvýšení hladiny Ohře na německé straně se vymývají sloučeniny fosforu z meandrů řeky.